# Thaumatopsis lagunella
Thaumatopsis lagunella là một loài bướm đêm trong họ Crambidae.